# Zielona Góras universitet

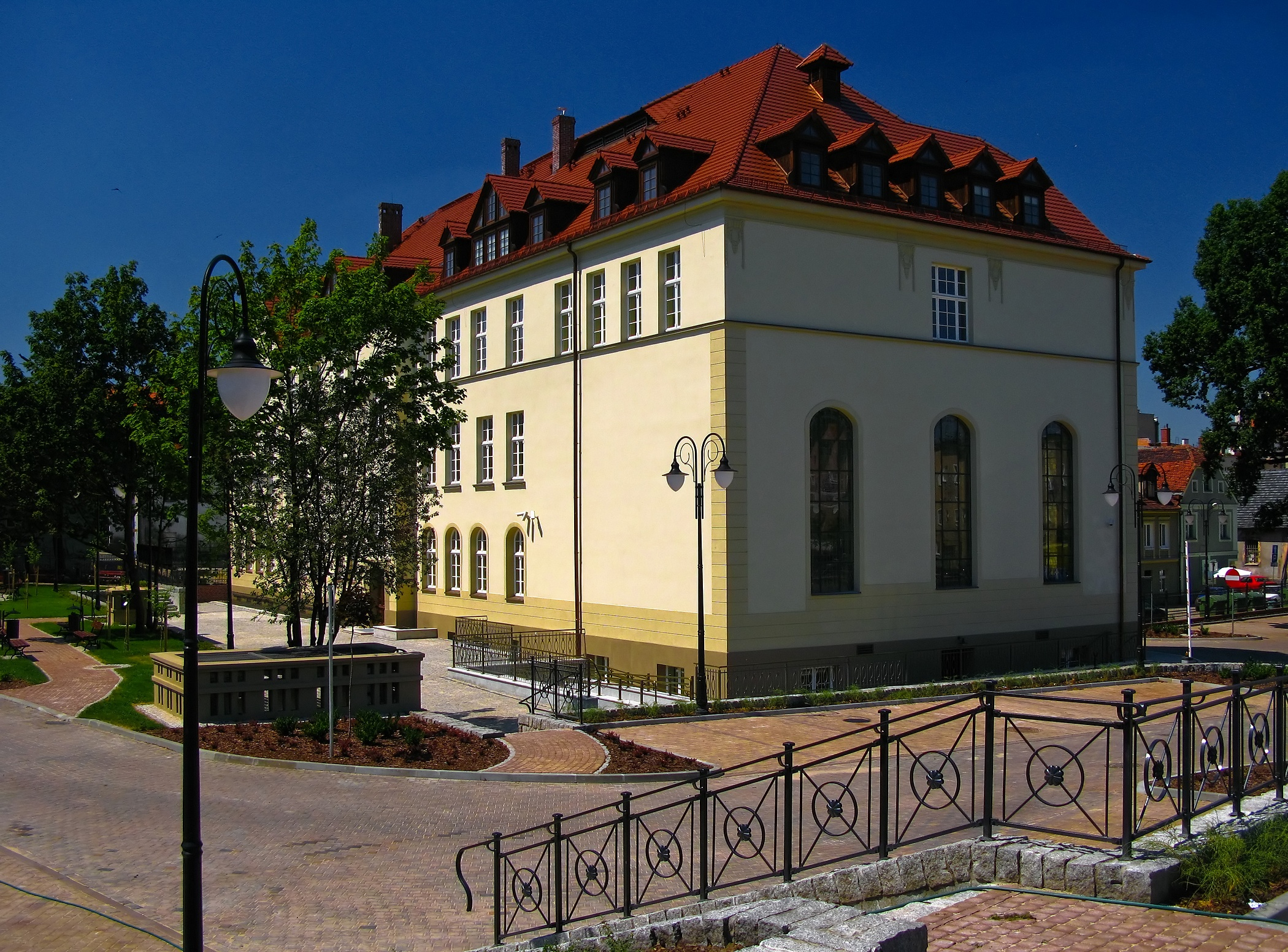
Universitetets administrativa huvudbyggnad

Zielona Góras universitet, på polska: Uniwersytet Zielonogórski (UZ), är ett statligt universitet i staden Zielona Góra i Lubusz vojvodskap i västra Polen. Universitetet bildades 2001 genom sammanslagning av stadens tekniska och pedagogiska högskolor (grundade 1965 respektive 1971) och har idag byggts ut till att omfatta ett bredare spektrum av ämnen och sammanlagt 10 fakulteter. Universitetet har omkring 18 000 studenter (2013).